# Puttgarden
Puttgarden je přístav a obec ležící na německém ostrově Fehmarn. Nachází se na důležité a frekventované cestě mezi Německem a Dánskem, která je známá jako Vogelfluglinie (německy) nebo Fugleflugtslinjen (dánsky) a která překonává 18 km dlouhou úžinu Fehmarnbelt mezi Puttgarden a dánským městem Rødby na ostrově Lolland.

## Přístav

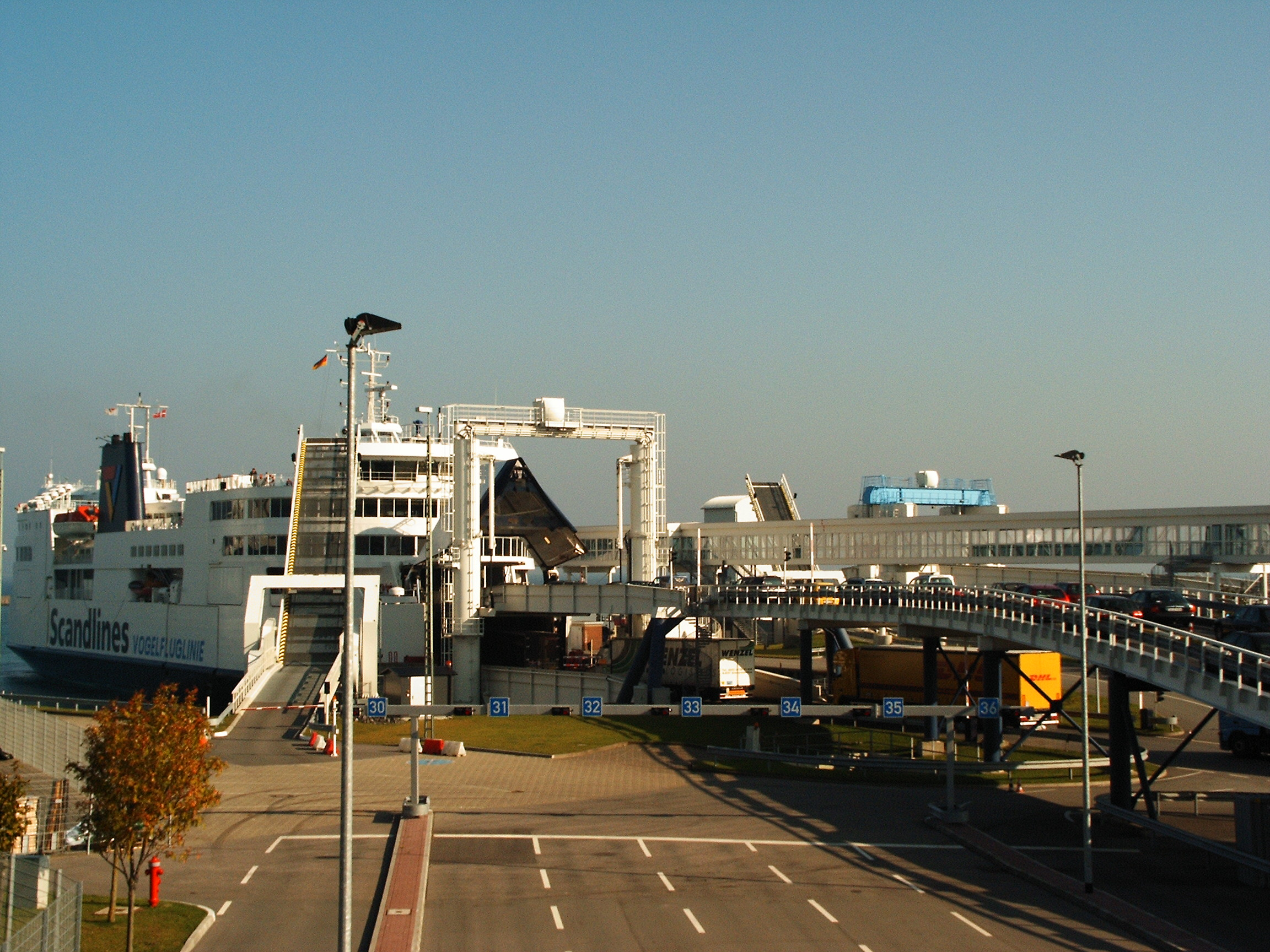
Pohled na přístav

Námořní terminál pro trajekty byl postaven v letech 1961 až 1963. Ve stejné době byl také dokončen most spojující ostrov Fehmarn s pevninou. Mezi roky 1945 a 1963, tedy před dokončením tohoto přístavu, vedlo spojení Východního Německa a Dánska z Großenbrode do Gedser. Od dokončení Mostu přes Velký Belt v roce 1998 značně opadlo využití tohoto přístavu vlaky, nicméně je stále používám firmou Scandlines pro přepravu trajekty. V současné době na této trase operují 4 trajekty, které poskytují spojení každých 30 minut, 24 hodin denně.

## Budoucnost
Do budoucna je plánována stavba pevného spojení přes Fehmarnskou úžinu. Původním záměrem byla stavba mostu, avšak současně se uvažuje spíše o stavbě 17,6 km dlouhého tunelu. Podle posledních informací by stavba měla být dokončena v roce 2021.